# Przylepek nadębek
Przylepek nadębek (Boarmia roboraria) – owad z rzędu motyli, z rodziny miernikowcowatych (Geometridae).